# Prognathodes aculeatus
Prognathodes aculeatus е вид бодлоперка от семейство Chaetodontidae. Видът не е застрашен от изчезване.

## Разпространение
Разпространен е в Американски Вирджински острови, Ангуила, Антигуа и Барбуда, Аруба, Барбадос, Бахамски острови, Белиз, Бермудски острови, Бонер, Британски Вирджински острови, Венецуела, Гваделупа, Гватемала, Гвиана, Гренада, Доминика, Доминиканска република, Кайманови острови, Колумбия, Коста Рика, Куба, Кюрасао, Мартиника, Мексико, Монсерат, Никарагуа, Панама, Пуерто Рико, Саба, САЩ, Свети Мартин, Сейнт Винсент и Гренадини, Сейнт Китс и Невис, Сейнт Лусия, Сен Естатиус, Синт Мартен, Тринидад и Тобаго, Търкс и Кайкос, Хаити, Хондурас и Ямайка.